# Züst

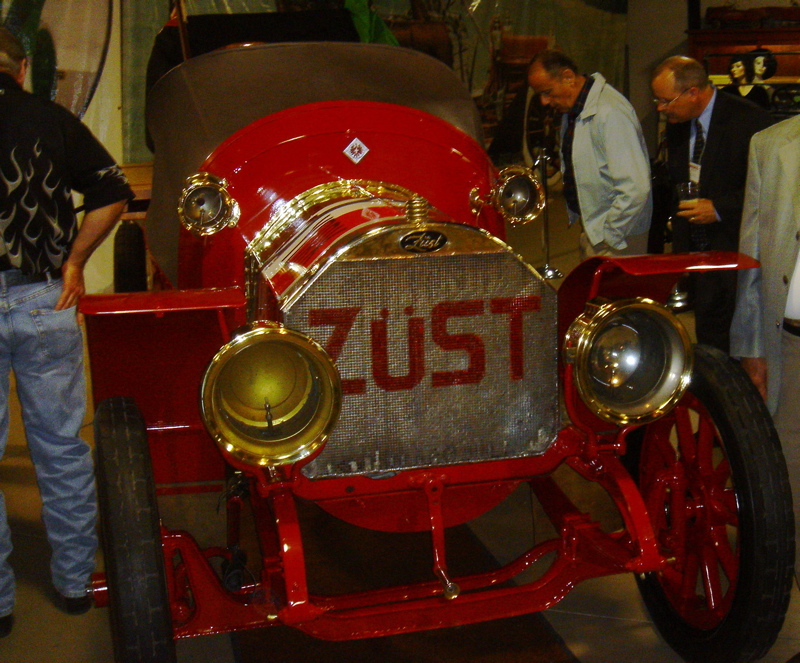
Züst raceauto

Züst is een Italiaans auto- en vrachtautomerk.
De firma, opgericht door Roberto Züst, begon in 1903 met het bouwen van auto's, in 1909 kwamen daar vrachtauto's bij. Züst komt voort uit een fabriek voor precisiemachines.
Züst is bekend geworden van haar deelname aan de New York-Parijs race. De auto deed zonder problemen mee en toen ze eindelijk door de woestenij waren, brandde de auto uit. Nadat de autoproductie in 1914 stopte, werd de firma, die door ging met trucks in 1917 overgenomen door OM.
Zie ook: Brixia-Züst